# Associazione Calcio Venezia 1981-1982
Questa voce raccoglie le informazioni riguardanti l'Associazione Calcio Venezia nelle competizioni ufficiali della stagione 1981-1982.

## Rosa
| N. |                   | Ruolo | Calciatore            |
| -- | ----------------- | ----- | --------------------- |
|    | Italia (bandiera) |       | Andrian               |
|    | Italia (bandiera) | A     | Mauro Babbi           |
|    | Italia (bandiera) | C     | Giorgio Bagarotto     |
|    | Italia (bandiera) | D     | Massimo Bigotto       |
|    | Italia (bandiera) | C     | Giampiero Bortolato   |
|    | Italia (bandiera) |       | Bottaro               |
|    | Italia (bandiera) | D     | Daniele Catto         |
|    | Italia (bandiera) | A     | Tiziano Chiavalin     |
|    | Italia (bandiera) | C     | Fabio Fasolo          |
|    | Italia (bandiera) | C     | Mirko Franchin        |
|    | Italia (bandiera) |       | Franzolin             |
|    | Italia (bandiera) | C     | Giovanni Maria Frinzi |
|    | Italia (bandiera) | P     | Franco Gregorutti     |
|    | Italia (bandiera) | P     | Daniele Guidarini     |
|    | Italia (bandiera) | C     | Salvatore Lauro       |

| N. |                   | Ruolo | Calciatore          |
| -- | ----------------- | ----- | ------------------- |
|    | Italia (bandiera) |       | Marcon              |
|    | Italia (bandiera) | D     | Alessandro Marsili  |
|    | Italia (bandiera) |       | Martinelli          |
|    | Italia (bandiera) | C     | Giorgio Martinis    |
|    | Italia (bandiera) | D     | Paolo Menabue       |
|    | Italia (bandiera) |       | Minincleri          |
|    | Italia (bandiera) | D     | Paolo Pagura        |
|    | Italia (bandiera) | A     | Antonio Petrella    |
|    | Italia (bandiera) | C     | Walter Sabatini     |
|    | Italia (bandiera) | D     | Roberto Spollon     |
|    | Italia (bandiera) | A     | Giampiero Terraroli |
|    | Italia (bandiera) | C     | Alberino Tiozzo     |
|    | Italia (bandiera) | C     | Massimo Tolfo       |
|    | Italia (bandiera) | A     | Giovanni Ziviani    |

## Risultati

### Campionato

#### Girone di andata
| 20 settembre 1981 1ª giornata | Venezia | 0 – 0 | L'Aquila |  |

| 27 settembre 1981 2ª giornata | Vigor Senigallia | 1 – 0 | Venezia |  |

| 4 ottobre 1981 3ª giornata | Venezia | 1 – 1 | Cattolica |  |

| 11 ottobre 1981 4ª giornata | Jesi | 2 – 0 | Venezia |  |

| 18 ottobre 1981 5ª giornata | Venezia | 0 – 2 | Montebelluna |  |

| 25 ottobre 1981 6ª giornata | Teramo | 1 – 0 | Venezia |  |

| 1º novembre 1981 7ª giornata | Venezia | 0 – 1 | Avezzano |  |

| 8 novembre 1981 8ª giornata | Mira | 0 – 0 | Venezia |  |

| 15 novembre 1981 9ª giornata | Pordenone | 0 – 1 | Venezia |  |

| 22 novembre 1981 10ª giornata | Venezia | 2 – 1 | Mestre |  |

| 29 novembre 1981 11ª giornata | Osimana | 1 – 4 | Venezia |  |

| 6 dicembre 1981 12ª giornata | Venezia | 3 – 1 | Monselice |  |

| 13 dicembre 1981 13ª giornata | Maceratese | 2 – 1 | Venezia |  |

| 20 dicembre 1981 14ª giornata | Venezia | 1 – 1 | Lanciano |  |

| 3 gennaio 1982 15ª giornata | Anconitana | 2 – 0 | Venezia |  |

| 10 gennaio 1982 16ª giornata | Venezia | 2 – 1 | Chieti |  |

| 17 gennaio 1982 17ª giornata | Conegliano | 0 – 1 | Venezia |  |

#### Girone di ritorno
| 24 gennaio 1982 18ª giornata | L'Aquila | 1 – 0 | Venezia |  |

| 31 gennaio 1982 19ª giornata | Venezia | 2 – 0 | Vigor Senigallia |  |

| 7 febbraio 1982 20ª giornata | Cattolica | 2 – 1 | Venezia |  |

| 14 febbraio 1982 21ª giornata | Venezia | 1 – 1 | Jesi |  |

| 21 febbraio 1982 22ª giornata | Montebelluna | 1 – 0 | Venezia |  |

| 28 febbraio 1982 23ª giornata | Venezia | 1 – 0 | Teramo |  |

| 7 marzo 1982 24ª giornata | Avezzano | 1 – 0 | Venezia |  |

| 21 marzo 1982 25ª giornata | Venezia | 1 – 1 | Mira |  |

| 28 marzo 1982 26ª giornata | Venezia | 0 – 0 | Pordenone |  |

| 4 aprile 1982 27ª giornata | Mestre | 1 – 0 | Venezia |  |

| 18 aprile 1982 28ª giornata | Venezia | 0 – 1 | Osimana |  |

| 25 aprile 1982 29ª giornata | Monselice | 0 – 0 | Venezia |  |

| 2 maggio 1982 30ª giornata | Venezia | 2 – 0 | Maceratese |  |

| 9 maggio 1982 31ª giornata | Lanciano | 1 – 0 | Venezia |  |

| 16 maggio 1982 32ª giornata | Venezia | 0 – 1 | Anconitana |  |

| 23 maggio 1982 33ª giornata | Chieti | 1 – 2 | Venezia |  |

| 30 maggio 1982 34ª giornata | Venezia | 1 – 0 | Conegliano |  |